# Pazolastock
Der Pazolastock (rätoromanisch Piz Nurschalas) ist ein 2739 m ü. M. hoher Berg in der Gotthard-Gruppe. Er erhebt sich südwestlich des Oberalppasses (2044 m).
Der Gipfel liegt auf der Grenze zwischen den Gemeinden Andermatt im Schweizer Kanton Uri auf seiner Westseite und Tujetsch in Graubünden auf der Ostseite. Ein Grat führt vom Gipfel ohne grosse Höhenunterschiede auf der Kantonsgrenze nach Süden zum Punkt 2742, fällt dann zur Martschallücke (2684 m) ab und steigt in der Folge zum Rossbodenstock (2837 m) an. Vom Punkt 2742 führt ein Wanderweg weiter in südöstlicher Richtung zur Badushütte und zum Tomasee.
Der Gipfel wird im Sommer und im Winter bestiegen. Lange stand auf dem Sattel unterhalb des Gipfels eine Baracke der Schweizer Armee.
Entgegen ursprünglicher Pläne von 1886 wurde am Oberalppass aus Kostengründen kein grosses Artilleriewerk gebaut, dafür zurückliegend das Fort Stöckli. In der Ausbauphase von 1895 bis 1910 wurden am Pazolastock Arbeiten ausgeführt, um die rechte Flanke der Passstrasse zu schützen. Dazu gehörte auch ein Weg auf die Pazolaalp am Westhang des Berges. Im anschliessenden Jahrzehnt wurde eine „infanteristische Verteidigungslinie“ (Walter Lüem) eingerichtet, die sich vom Pazolastock über den gegenüberliegenden Calmut (2310 m) bis zur Fellilücke (2476 m) zog. Noch heute zeugen Schützengräben und Mauern am Nordhang des Pazolastocks davon. Die Sperrstelle Oberalppass mit zwei Infanteriewerken am nördlichen Fuss des Pazolastocks, am westlichen Ende und in der Mitte des Oberalpsees, ist jüngeren Datums.

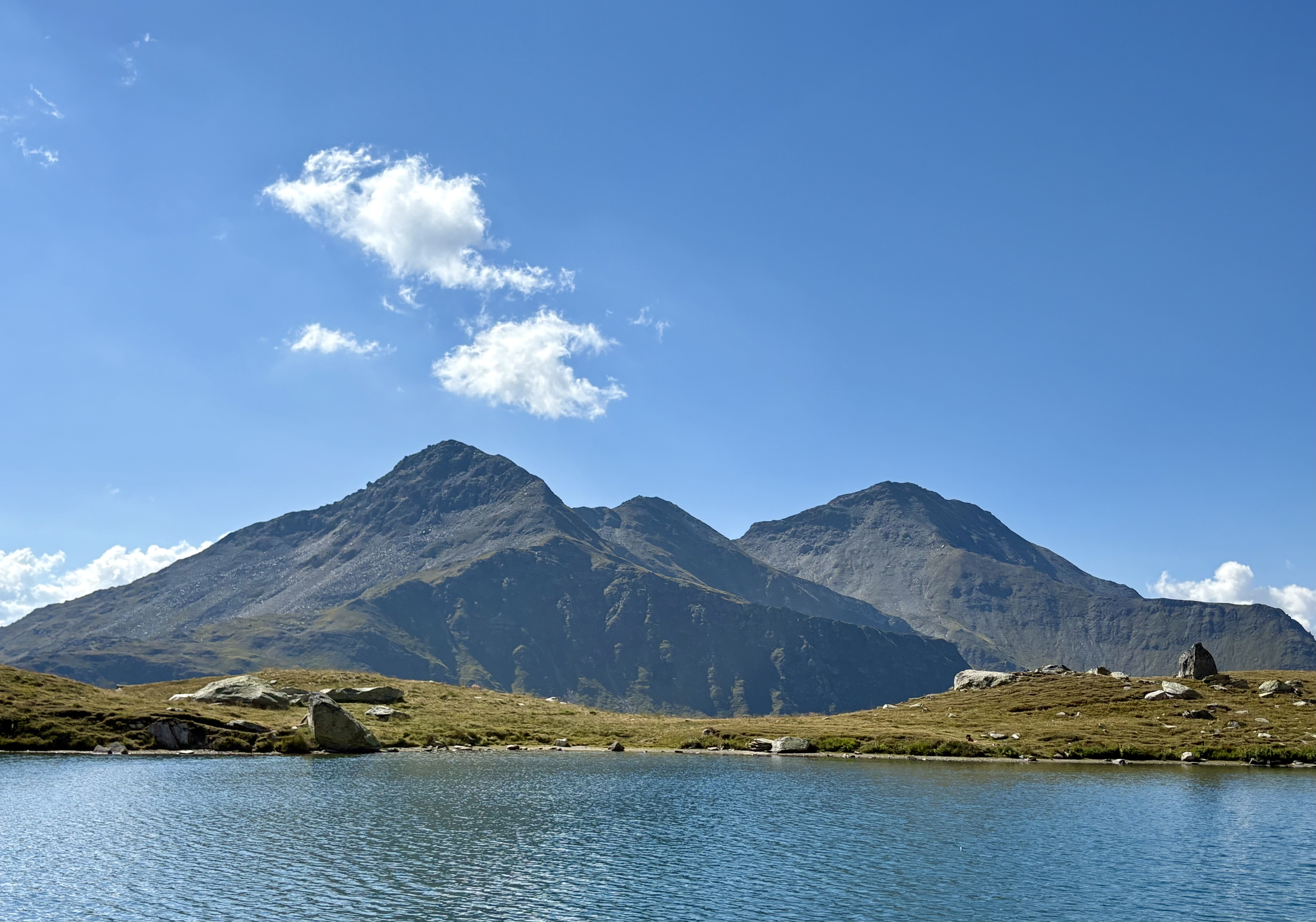
Pazolastock (links) von Norden. Rechts der Rossbodenstock, vorne der Lutersee
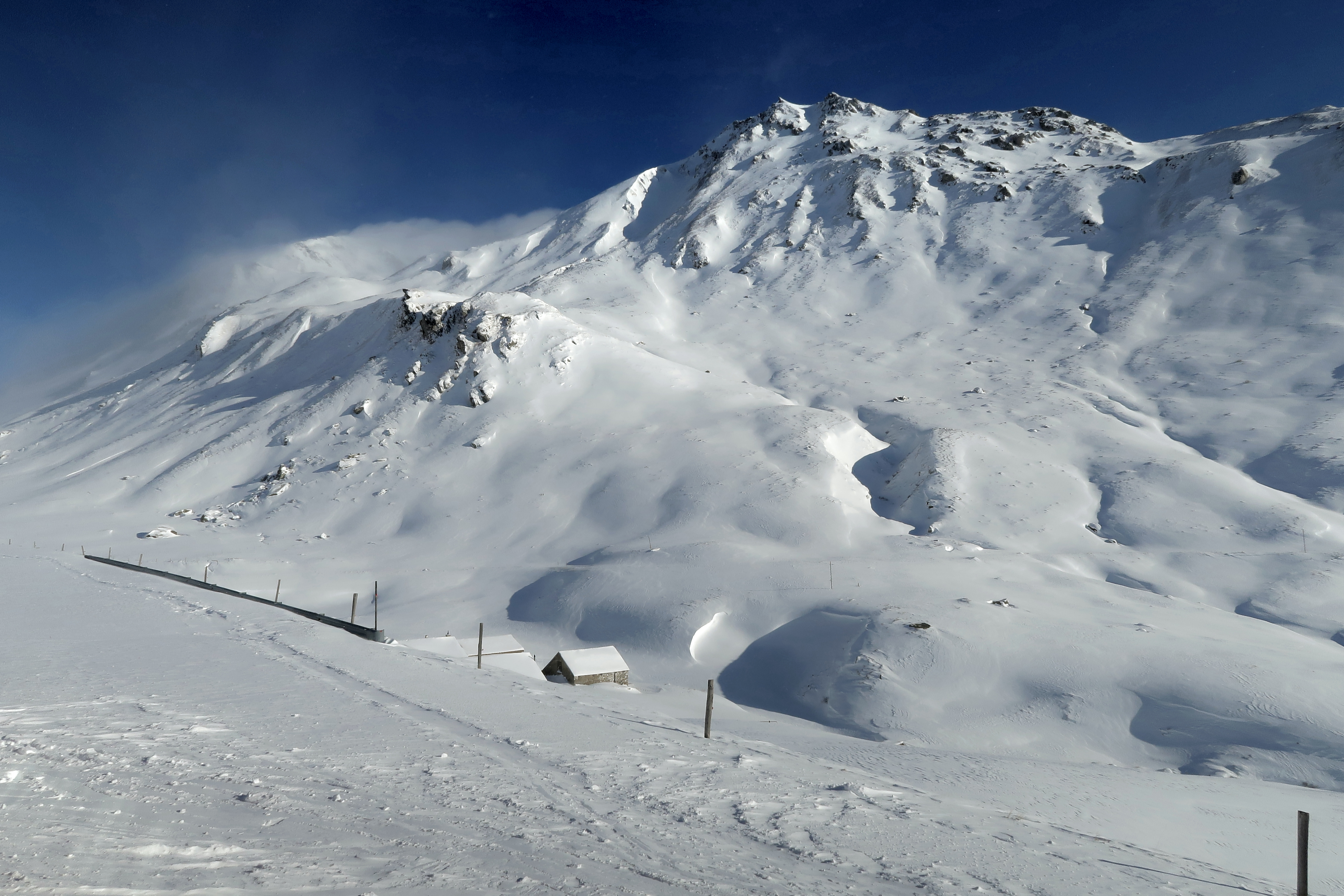
Westflanke im Winter